# تقنيات سريالية
تستخدم السريالية في الفن والشعر والأدب الكثير من التقنيات والألعاب لتوفّر الإلهام. يقال إن الكثير منها تحرر المخيلة عبر إنتاج عملية خلاقة متحررة من سيطرة الوعي. أهمية اللاوعي باعتباره منبعًا للإلهام محورية في طبيعة السريالية.
كانت الحركة السريالية عنيدة منذ نشوئها. كانت قيمة التقنيات المختلفة ودورها واحدًا من مواضيع خلاف عديدة. يعتبر بعض السرياليين التلقائية والألعاب مصادر إلهام فقط، بينما يعتبرها آخرون نقط انطلاق للأعمال المنتهية. يعتبر آخرون الأعمال التي أُبدعت عبر التلقائية أعمالًا منتهية في حد ذاتها، ولا تحتاج إلى تنقيح إضافي.

## الأيروجرافيا
الأيروجرافيا تقنية تستخدم فيها أغراض ثلاثية الأبعاد بصفتها مرسامًا مع طلاء الرش.

## التلقائية
استُخدمت التلقائية بطرق مختلفة لكل فن:
- الرسم التلقائي.
- الطلاء التلقائي.
- الكتابة التلقائية.
- الشعر التلقائي، وهو الشعر الذي كُتب باستخدام الأسلوب التلقائي. ربما كانت التلقائية الأسلوب السريالي الرئيس منذ تأسيس السريالية حتى يومنا هذه. من أغرب استخدامات الكتابة التلقائية بقلم كاتب عظيم كانت كتابة دبليو. بي. ييتس، وقد مارستها زوجته أيضًا، وهي روحانية، ووضع ييتس أجزاء كبيرة منها في أعماله النثرية، رؤية، والكثير من شعره اللاحق، لكن ييتس لم يكن سرياليًا. في السريالية الفرنسية، غالبًا ما كان أندريه بريتون وفيليب سوبولت رائدا هذه التقنية بمجموعتهما ليه شام مانيتيك (1919)، التي زعما أنها المجموعة الأولى المكتوبة بالأسلوب التلقائي فقط، لكن دراسات حديثة أثبتت أن المخطوطات أظهرت العديد من النسخ والتصحيحات في جميع أجزاء القصائد.[3]

استخدم الكاتب التشيكي بوهوميل هرابال أسلوب النص التلقائي في كتابه الشهير خدمتُ ملك إنجلترا. ثمة فصل في الكتاب كُتب في هيئة جملة واحدة، وفي آخر الكتاب أقر هرابال باستخدام الكتابة التلقائية.

## الرصاصيّة
الرصاصية هي إطلاق الحبر على قطعة ورق بيضاء. يمكن للفنان تطوير الصور بناء على ما يراه.

## الكتابة التخطيطية
الكتابة التخطيطية نص أو قصيدة من نمط طوره غويوم أبولينير تشكّل فيه الكلمات أو الأحرف شكلًا، وبالتحديد شكلًا متصلًا بموضوع النص أو القصيدة.

## الكولاج
الكولاج هو جمع أشكال مختلفة لخلق كلّ جديد. مثلًا، قد يتضمن عمل كولاج فني قصاصات جرائد، وأشرطة وأجزاء من أوراق ملونة أو مصنوعة يدويًا وصورًا فوتوغرافية وما إلى ذلك، ملصقة إلى دعامة متينة أو قماش. 

## الصب
الصب نوع من النحت التلقائي أو اللاطوعي الذي يُجرى عبر سكب مادة منصهرة (كالمعدن أو الشمع أو الشوكولاتة أو الشوكولاتة البيضاء) في مياه باردة. بينما تبرد المادة، تتخذ ما يظهر أنه شكل عشوائي (أو مُرتجَل)، مع أن الخصائص الفيزيائية للمعادن المعنية قد تؤدي إلى تكوّر أقراص أو كرات. قد يستخدم الفنان مجموعة متنوعة من التقنيات للتأثير على النتيجة.
تُستخدم هذه التقنية أيضًا في عملية الكهانة المعروفة باسم (التكهُن بالشمع).